# Antonio Bajamonti
Antonio Bajamonti (19. února 1822 Split – 13. ledna 1891 Split), byl rakouský politik italské národnosti z Dalmácie, v 2. polovině 19. století poslanec Říšské rady a dlouholetý starosta Splitu.

## Biografie
Pocházel z rozvětvené dalmatské rodiny Bajamontiů. Měl titul doktora. Vystudoval seminář ve Splitu (jako mnoho příslušníků jeho rodiny) a od roku 1841 navštěvoval Padovskou univerzitu, kde studoval lékařství. Větší roli ale v jeho profesním životě hrála politika.
Po obnovení ústavního života v Rakousku byl aktivní politicky. V roce 1861 zvolen na Dalmatský zemský sněm za kurii měst a obchodních komor. Po jistou dobu byl pak náměstkem předsedy Dalmatského zemského sněmu Spiridiona Petroviće (Petroviche). Zemský sněm ho 1. března 1867 zvolil i do Říšské rady (tehdy ještě volené nepřímo) za kurii městskou a obchodních a živnostenských komor v Dalmácii. 3. června 1867 složil slib. Do Říšské rady se vrátil ještě v roce 1874, kdy byl zvolen opět za kurii městskou a obchodních a živnostenských komor v Dalmácii. Slib složil 23. března 1874.
V období let 1860–1864 a 1865–1882 zastával funkci starosty Splitu. Patřil do politického proudu dalmatských autonomistů, tzv. autonomaši, nazývaní někdy pejorativně i talijanaši), kteří prosazovali multietnickou dalmatskou identitu a zůstávali napojení na italský kulturní okruh. Používal heslo Slaveni sutra – Hrvati nikada (Slovany zítra, Chorvaty nikdy). Chorvatské národní hnutí v Dalmácii ho považovalo v kulturních a školských otázkách za protivníka. V roce 1861 při státoprávních poradách ve Vídni odmítal sloučení Dalmácie s Chorvatským královstvím a Slavonským královstvím a požadoval ponechání této země ve svazku s německo-slovanskými zeměmi (Předlitavsko). Krátká přestávka v jeho starostenském působení v roce 1864 byla způsobena akcí vídeňské vlády, která nechala v červnu 1864 rozpustit městskou radu ve Splitu a dosadila sem císařského komisaře. Dobový tisk zpočátku nedokázal vysvětlit příčinu tohoto kroku, spekulovalo se o drobných rozporech mezi vládou a městskou samosprávou v otázce železniční.
Po volební porážce roku 1882, kdy skončil na postu starosty, zveřejnil prohlášení, ve kterém oznámil rezignaci na mandát zemského poslance a odchod z vrcholné politiky autonomistické strany.